# ペロペロキャンディーズ
ペロペロキャンディーズ（ぺろぺろきゃんでぃーず）は大阪日本橋発の4人組アイドルグループである。

## ペロペロキャンディーズとは
関西は大阪日本橋を拠点に2006年5月から2008年2月まで活動していたアイドルグループ。略称は「ペロキャン」。株式会社ザ・トラス イベント事業部amigo（アミーゴ）所属
2006年05月から「関西発！第一期新アイドルユニットオーディション」で一般公募され、2006年08月05日、日本橋でんでんタウンにて行われた最終オーディションを経て結成された。

## ディスコグラフィ
- 「SMILE:)」
- 「ねぇ、わかんない？」
- 「あんぶれら」
- 「きらきら」（ホワイトピーチによる）
- 「Pa-La-La」
- 「だいきらい！・・・の反対」